# Philippe Desbrosses
 (août 2025).
Si vous disposez d'ouvrages ou d'articles de référence ou si vous connaissez des sites web de qualité traitant du thème abordé ici, merci de compléter l'article en donnant les références utiles à sa vérifiabilité et en les liant à la section « Notes et références ».
Philippe Pierre Gaston Desbrosses, né le 28 mai 1941 à Millançay, est un agriculteur, scientifique et écrivain français. Il est l'un des pionniers de l’agriculture biologique en Europe.

## Biographie
Né dans une famille de paysans de père en fils, Philippe Desbrosses s'intéresse très tôt à la structure et à la qualité du sol. Pendant une vingtaine d'années, il accompagne le professeur Jean Keilling, agronome, dans ses démonstrations des vertus de l'agriculture organique. Jusqu'à l'âge de 30 ans, il gagne sa vie comme musicien et chanteur du groupe Belisama. Il obtient par la suite un doctorat en sciences de l’environnement à l'université Paris-Diderot.
Ses parents, pionniers, convertissent la Ferme de Sainte-Marthe en Sologne à l'agriculture biologique dès 1969. À la suite de cette conversion, il prend conscience de l'érosion de la biodiversité ainsi que de la standardisation des variétés de semences produites par l'agro-industrie et de leurs faibles qualités. C'est ainsi qu'il réintroduit des variétés rustiques et crée dès 1974 un conservatoire de semences de variétés anciennes, connu internationalement. Il se présente comme l'un des pionniers de l’agriculture biologique.

### Fonctions et missions
Il a notamment présidé la commission nationale du Label AB de 1983 à 2007. Chargé de mission auprès du ministère de l'Agriculture et expert consultant auprès de l'Union européenne, il copilote un chantier du Grenelle Environnement dont l'objectif est de tripler les surfaces cultivées en agriculture biologique en cinq ans et d'introduction de 20 % de produits biologiques dans la restauration collective.
Il est membre[Quand ?] du comité de veille écologique de la Fondation pour la nature et l'homme (ex-Fondation Nicolas Hulot) et du conseil d'administration du CRIIGEN (Comité de recherche et d'information indépendantes sur le génie génétique), présidé par Corinne Lepage.

### Décorations
- Chevalier de la Légion d'honneur (2003)[4]
- Officier de l'ordre du Mérite agricole

## Activités
En 1999, Philippe Desbrosses crée l’association Intelligence verte ainsi que les Entretiens de Millançay, qui deviennent en 2012 les Entretiens de Sologne.

### Intelligence verte
L'association Intelligence verte a pour objectif la sauvegarde du patrimoine génétique et de la biodiversité. Parmi ses membres fondateurs figurent Edgar Morin, Corinne Lepage, Jean-Marie Pelt, Michel Lis, et Pierre Tchernia.
Les principales activités de l’association sont :
- Enseigner les connaissances populaires et les « savoirs » traditionnels de culture de la terre qui permettent aux populations de préserver leur liberté et leur autonomie, ainsi que les technologies issues des progrès scientifiques réellement utiles à l’intérêt général, comme l’agriculture biologique.
- Développer la sauvegarde des ressources génétiques.
- Réhabiliter des variétés et des espèces de graines anciennes pour une production alimentaire durable, variée, accessible à tous et respectueuse de l’environnement et de la santé.

### Entretiens de Sologne
Chaque année, à la fin de l'été, des scientifiques, des politiques et des représentants de la société civile viennent débattre avec le public de sujets portant sur une société plus responsable. 
En 2012, les Entretiens s'élargissent et se renouvellent. En plus du cycle de conférences, un éco-festival propose des ateliers-conférences et des ateliers-démonstrations pour appréhender des outils de transformation de la vie quotidienne et collective, dans le but de plus d'autonomie et de plus de respect de l'environnement. 

#### Thèmes annuels
- 2005 : Comment la responsabilité dans l’innovation change la vie ?
- 2006 : Éco-régionalité et souveraineté alimentaire.
- 2007 : Des solutions inattendues pour une Terre d'avenir.
- 2008 : Les médecines et l’alimentation du futur : existe-t-il un mode de vie anti-cancer ?
- 2009 : Le retour à la Terre.
- 2010 : Guérir la Terre en éduquant les Hommes.
- 2011 : Vivre heureux, c'est possible ! (20e anniversaire des Entretiens).
- 2012 : AUTONOMIA, ou les voies nouvelles vers l'autonomie au quotidien (et collectivement).
- 2013 : Vive la crise !
- 2014 : La forêt qui pousse - Les initiatives citoyennes.

## Publications

### Ouvrages
- Le Krach alimentaire, éditions du Rocher, 1987 (préface de l’Abbé Pierre)
- Nous redeviendrons paysans !, éditions du Rocher, 1993
  - Nous redeviendrons paysans, pour l'avenir de nos enfants, éditions Dangles, 2014 (6e édition)
- L’Intelligence verte : l’agriculture de l’avenir., éditions du Rocher, 1997
- Agriculture biologique : préservons notre futur !, éditions du Rocher, 1998 (préface de Jean-Pierre Coffe).
- Le Pouvoir de changer le monde, éditions Alphée, 2006
- Guérir la Terre, Éditions Albin Michel, 2010

### En collaboration
- Avec Stéphane Trano, La Terre malade des Hommes : la bio-révolution, éditions du Rocher, 1990
- Avec son épouse Jacqueline Desbrosses, Le Guide Bio Hachette, Éditions Hachette, 2002 et 2007
- Avec son épouse Jacqueline Desbrosses, La Vie en bio, Éditions Hachette, 2002
- Avec Nicolas Hulot, Combien de catastrophe avant d’agir, éditions du Seuil, 2002
- Avec Nicolas Hulot, L’Impasse alimentaire, éditions Fayard, 2004
- Avec Nicolas Hulot, Le Pacte écologique, éditions, Calmann-Lévy, 2006
- Avec E. Bailly et T. Nghiem, Terres d’avenir pour un mode de vie durable, éditions Alphée, 2007 (préface d'Edgar Morin)

### Ouvrages collectifs
- Michel Roche, Philippe Desbrosses, Claude Bourguignon et Pierre Méhaignerie, Jean Keilling, 1903-2000, Paris, édité à compte d'auteur, 2005, 103 p.
- Manifeste pour un retour à la terre : comment assurer la sécurité alimentaire pour demain, éditions Dangles, 2012, avec les contributions d'Edgar Morin et d'Olivier De Schutter, rapporteur spécial des Nations unies
- Dominique Bourg, Gauthier Chapelle, Johann Chapoutot, Philippe Desbrosses, Xavier Ricard Lanata, Pablo Servigne et Sophie Swaton, Retour sur Terre : 35 propositions, Presses universitaires de France, 2020, 96 p. (ISBN 978-2-13-082653-8)

### Préface
- Pierre Gevaert, La famine mondiale est imminente : comment les villages pourraient assurer une prospérité durable, éditions Le Serpent à plumes, 2009

### Participation
- Jean-Marc Governatori, Politique écologique = plein emploi, Poche, 2007